# Janusz Kazimierz Krzyżewski
Janusz Kazimierz Krzyżewski (ur. 10 września 1949 w Bakałarzewie) – polski polityk, działacz PZPR, samorządowiec, w latach 2002–2007 marszałek województwa podlaskiego.

## Życiorys
Ukończył studia ekonomiczne w Szkole Głównej Planowania i Statystyki, rozpoczął też studia doktoranckie. Był zatrudniony w przedsiębiorstwach przemysłowych (zakłady materiałów budowlanych w Niegocinie), następnie został etatowym pracownikiem PZPR, m.in. był I sekretarzem KM w Giżycku.
Od 1975 pracował w aparacie partyjnym w Suwałkach, był zastępcą kierownika i kierownikiem Wydziału Ekonomicznego Komitetu Wojewódzkiego (1975–1978), I sekretarzem Komitetu Miejskiego (1978–1981) oraz kierownikiem Wydziału Społeczno-Gospodarczego KW (od 1981). Jako ostatni sprawował funkcję I sekretarza Komitetu Wojewódzkiego w Suwałkach. W latach 90. podjął własną działalność gospodarczą.
Należał do założycieli SdRP i Sojusz Lewicy Demokratycznej w regionie. W wyborach parlamentarnych w 1997 bez powodzenia ubiegał się o mandat poselski z listy tego ugrupowania w województwie suwalskim (otrzymał 2554 głosy). Od 1998 do 2010 nieprzerwanie zasiadał w sejmiku podlaskim. Po wyborach samorządowych w 2002 objął stanowisko marszałka tego województwa. Zajmował je do 20 lutego 2007, tj. do czasu rozwiązania wybranego w 2006 sejmiku i powołania w związku z tym Jarosława Schabieńskiego na osobę pełniącą obowiązki organów samorządu województwa podlaskiego. W tym samym roku został prezesem zarządu Przedsiębiorstwa Gospodarki Komunalnej w Suwałkach.
W 2010 został uznany za winnego nierzetelnego wypełnienia oświadczenia majątkowego (nieujawnienia długów), postępowanie karne zostało wobec niego warunkowo umorzone. W konsekwencji nie mógł kandydować w kolejnych wyborach samorządowych. W 2014 ponownie kandydował do sejmiku, jednak nie uzyskał mandatu.